# Song Il-kook
Song Il-kook (Hangul: 송일국; Hanja: 宋一國) es un actor surcoreano. Es conocido por su papel protagónico en la serie Jumong.

## Biografía
Es nieto del político Kim Du-han, bisnieto de Kim Jwa-jin, el famoso anarquista y general del movimiento de independencia coreano e hijo de la exactriz y política Kim Eul-dong.
Graduado de la Universidad Cheongju, en Artes escénicas, posteriormente obtuvo una maestría en la Universidad Chung-Ang.

## Carrera
Song es el vicepresidentae de la Confederación de Triatlón Surcoreana y participó en la Competición de Triatlón Internacional Seúl 2008. En abril de 2008, llevó la antorcha Olímpica a través de Seúl.

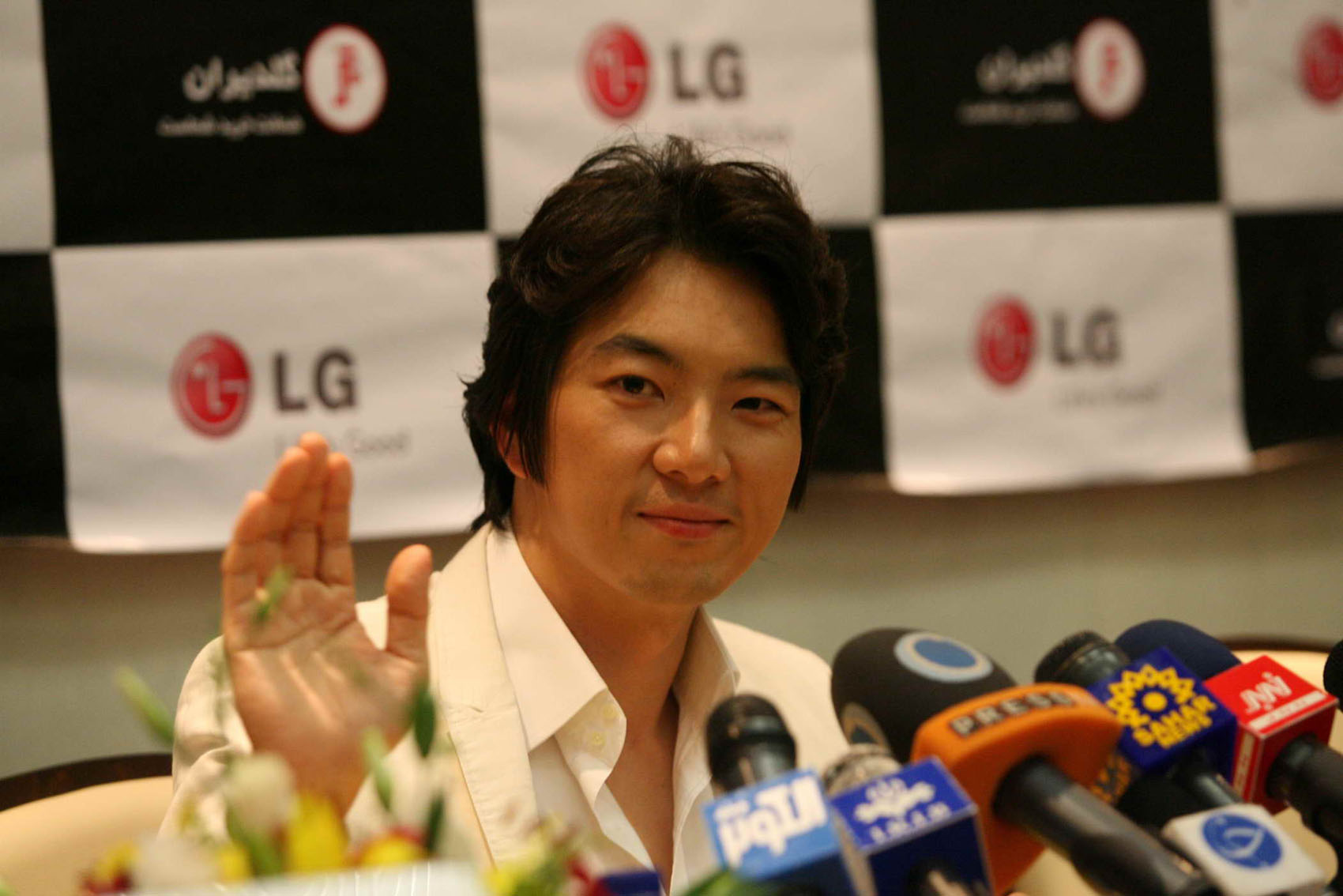
En Irán, agosto de 2009

Song también ha modelado profesionalmente, tanto en pasarela como en revistas. En el 2008, participó del Kolon Christmas Photo Shoot.
En 2009, el estado de Hawái designó el 21 de marzo como el día de Song Il-kook. En abril de 2010, fue invitado a la Casa Azul para cenar con jefes de Estado, incluyendo al presidente de Kazajistán, ya que Jumong había ganado una inmensa popularidad en el país de Asia central.
En octubre de 2015, firmó un contrato exclusivo con la agencia C-JeS Entertainment.

## Vida personal
El 15 de marzo de 2008, contrajo matrimonio con la Jueza del Tribunal supremo Jung Seung-yeon en una tradicional boda coreana en privado en el Sheraton Walkerhill Hotel en Seúl.
La pareja le dio la bienvenida a sus trillizos en un hospital de Seúl el 16 de marzo de 2012. Sus hijos recibieron los nombres de Dae-han(大韓、대한), Min-guk(民國、민국) y Man-se(萬歳、만세) los cuales al decirlo juntos significan "Viva la República de Corea". Song y sus tres hijos participaron del programa de variedades The Return of Superman desde el 6 de julio de 2014 hasta el 7 de febrero de 2016. Los trillizos también realizaron un cameo en la serie televisiva de Jang Yeong-sil (2016) en la cual participó su padre.

## Filmografía

### Serie de televisión
| Año  | Título                             | Rol                                | Red  |
| ---- | ---------------------------------- | ---------------------------------- | ---- |
| 1999 | Did We Really Love?                |                                    | MBC  |
| 1999 | Goodbye My Love                    |                                    | MBC  |
| 1999 | Into the Sunlight                  |                                    | MBC  |
| 2000 | All About Eve                      |                                    | MBC  |
| 2002 | Hard Love                          | Na Young-jae                       | KBS2 |
| 2002 | Jang Hui-bin                       | Kim Chun-taek                      | KBS2 |
| 2002 | Album of Life                      | Shin Hyung-shik                    | KBS1 |
| 2003 | Bodyguard                          | Han Sung-soo                       | KBS2 |
| 2003 | Desert Spring                      | Ki-hyun                            | MBC  |
| 2004 | People of the Water Flower Village | Kang Sung-woo                      | MBC  |
| 2004 | Terms of Endearment                | Na Jang-soo                        | KBS1 |
| 2004 | Emperor of the Sea                 | Yeom Moon/Yeom Jang                | KBS2 |
| 2006 | Jumong                             | Jumong, later King Dongmyeong      | MBC  |
| 2007 | Lobbyist                           | Harry/Kim Joo-ho                   | SBS  |
| 2008 | The Kingdom of The Winds           | Prince Muhyul, later King Daemusin | KBS2 |
| 2010 | A Man Called God                   | Michael King/Choi Kang-ta          | MBC  |
| 2011 | Crime Squad                        | Park Sae-hyuk                      | KBS2 |
| 2011 | Kimchi Family                      | Ki Ho-tae                          | jTBC |
| 2016 | Jang Yeong-sil                     | Jang Yeong-sil                     | KBS1 |

### Película
| Año  | Título               | Rol           |
| ---- | -------------------- | ------------- |
| 2005 | The Art of Seduction | Seo Min-jun   |
| 2005 | Red Eye              |               |
| 2014 | Entangled            | Hyun Ki-jeung |
| 2015 | Tattoo               | Han Ji-soon   |

### Espectáculo de variedad
| Año       | Título                 | Red  | Rol                                          |
| --------- | ---------------------- | ---- | -------------------------------------------- |
| 2012      | Qualifications of Men  | KBS2 | entrenador de triatlón (Ep 173-174, 178-180) |
| 2014-2016 | The Return of Superman | KBS2 | Ep 34-116                                    |

## Premios
| Año  | Premios                                               | Categoría                                                        | Nominación               |
| ---- | ----------------------------------------------------- | ---------------------------------------------------------------- | ------------------------ |
| 2002 | KBS Drama Awards                                      | mejor actor nuevo                                                | Album of Life            |
| 2004 | KBS Drama Awards                                      | mejor pareja (junto a Han Ga-in)                                 | Terms of Endearment      |
| 2005 | KBS Drama Awards                                      | premio excelencia, Actor                                         | Emperor of the Sea       |
| 2005 | KBS Drama Awards                                      | premio de popularidad, Actor                                     | Emperor of the Sea       |
| 2005 | KBS Drama Awards                                      | mejor pareja (junto a Soo Ae)                                    | Emperor of the Sea       |
| 2005 | KBS                                                   | premio de uso correcto del idioma                                |                          |
| 2006 | Grimae Awards                                         | premio a la alta excelencia, Actor                               | Jumong                   |
| 2006 | 14th Korean Culture and Entertainment Awards          | mejor actor de televisión                                        | Jumong                   |
| 2006 | MBC Drama Awards                                      | Daesang                                                          | Jumong                   |
| 2006 | MBC Drama Awards                                      | premio a la alta excelencia, Actor                               | Jumong                   |
| 2007 | 19th Korea Producer's Awards                          | mejor actor de televisión                                        | Jumong                   |
| 2007 | 41st Taxpayer's Day                                   | recomendación del Primer Ministro                                |                          |
| 2008 | KBS Drama Awards                                      | premio a la alta excelencia, Actor                               | The Kingdom of the Winds |
| 2008 | KBS Drama Awards                                      | mejor pareja (junto a Choi Jung-won)                             | The Kingdom of the Winds |
| 2009 | Asia Model Festival Awards                            | estrella de Asia                                                 |                          |
| 2011 | 2nd Republic of Korea Popular Culture and Arts Awards | recomendación del Primer Ministro de Cultura, deporte y turismo  |                          |
| 2012 | Goodwill Cooperation Service (GCS):                   | premio al servicio de la paz mundial, categoría celebridades     |                          |
| 2013 | 2nd Historical Drama Festival                         | estrellas de dramas históricos quienes iluminan corea            |                          |
| 2014 | KBS Entertainment Awards                              | premio especial de los productores                               | The Return of Superman   |
| 2015 | KBS Entertainment Awards                              | premio excelencia– Categoría masculina en programa de variedades | The Return of Superman   |
| 2016 | KBS Drama Awards                                      | premio excelencia, Actor de Drama                                | Jang Yeong-sil           |